# Embryo (film)
Pour les articles homonymes, voir Embryo.
Pour plus de détails, voir Fiche technique et Distribution.
Embryo (Embryo) est un film américain de science-fiction/horreur réalisé par Ralph Nelson, sorti en 1976. À cause d'indications de copyright lacunaires, ce film est entré dans le domaine public.
Un scientifique a découvert un moyen d'accélérer la croissance des humains, permettant de passer du stade de fœtus à celui d'adulte en quelques semaines. Mais son cobaye va révéler des penchants violents et meurtriers.

## Synopsis

Diane Ladd dans Embryo, 1976.

Le Dr Paul Holliston (Rock Hudson) est un généticien qui vit seul dans sa clinique décousue, qu'il gère depuis son domicile, après avoir perdu sa femme dans un accident de voiture. Cela l'amène à ressentir des sentiments constants de culpabilité de la part de sa belle-sœur Martha Douglas (Diane Ladd), qui est devenue son assistante.
Une nuit, Holliston renverse une Doberman Pinscher enceinte. La chienne est mortellement blessée, mais Holliston parvient à sauver l'un de ses chiots à naître en le mettant en gestation dans un utérus artificiel. Comme l'appareil nécessite toujours que la mère fournisse des nutriments, celle-ci doit réduire considérablement la période de gestation : à cette fin, il utilise une hormone de croissance expérimentale à base de lactogène placentaire humain, qui accélère la croissance de l'embryon. Le chien atteint la taille adulte en quelques jours et Holliston le fait passer pour la mère pour déguiser ses expériences secrètes. Grâce au sérum, il apprend incroyablement vite et devient rapidement un chien bien dressé. Cependant, Holliston ne remarque pas que l'agressivité et l'intelligence de l'animal augmentent proportionnellement : alors qu'il fait une course, il tue un petit chien ennuyeux et cache la carcasse.
Désireux d'utiliser sa découverte pour le bien de l'humanité, Holliston applique la même technique à un être humain à naître extrait d'une victime suicidée. Cependant, les cellules du sujet vieillissent de manière incontrôlable, c'est pourquoi Holliston utilise le méthotrexate pour contrer cet effet. Cela fonctionne et l'embryon devient une femme de 22 ans qu'il nomme Victoria (Barbara Carrera).
Holliston éduque Victoria et elle acquiert bientôt des connaissances photographiques encyclopédiques sur la science, la littérature et la culture. Il commence à la présenter à ses amis et collègues en tant que diplômée de l'Université du Colorado, et elle les épate avec une partie d'échecs captivante contre le champion d'échecs Riley (Roddy McDowall), le mettant en colère lorsqu'elle le laisse délibérément gagner le coup final à la demande subtile de Holliston. Celui-ci termine l'éducation de Victoria en ayant des relations sexuelles avec elle sous ses encouragements.
Peu de temps après, Victoria découvre que le vieillissement rapide de ses cellules a repris et elle devient ainsi dépendante du méthotrexate pour éviter sa détérioration. Grâce à une rencontre fortuite avec le responsable des systèmes informatiques de Teletex International lors d'une fête, Victoria peut accéder au système informatique le plus avancé de l'État qui l'informe qu'elle peut lutter contre le vieillissement avec de l'hypophyse extrait d'un fœtus humain âgé de 5 à 6 mois. De plus, Martha est devenue jalouse du succès de Victoria et découvre que l'Université du Colorado n'a jamais entendu parler d'elle. Avant de partir pour Minneapolis, Victoria décide d'empoisonner Martha avec du méthotrexate afin de garder secrète son origine. Peu de temps après le décès de Martha, Holliston est informée de sa crise cardiaque mortelle.
Holliston part rencontrer le coroner au sujet du décès de Martha. Pendant ce temps, Victoria détruit tous les dossiers de recherche et cassettes de Holliston concernant ses expériences, puis elle assassine une prostituée pour récupérer son enfant à naître. Cependant, les dossiers indiquaient que l'enfant était déjà mort dans l'utérus et non viable pour ses besoins. Lorsque l'autopsie révèle que la mort de Martha pourrait être un homicide, Holliston se précipite chez lui et alerte son fils Gordon pour qu'il le retrouve là-bas afin qu'ils retrouvent Victoria. Après l'avoir retrouvée, maintenant d'âge moyen, ayant retiré chirurgicalement le bébé de sa belle-fille Helen. Lorsqu'il tente de la capturer, elle poignarde et tue Gordon, envoyant le réservoir de gestation contenant le bébé s'écraser au sol.
Désormais déterminé à tuer Victoria, Holliston se lance dans une course-poursuite en voiture. Lorsque Victoria, désormais âgée, a un accident de voiture, Holliston la retire pour l'achever, mais les ambulanciers interviennent et découvrent que la victime gériatrique est en train d'accoucher. Alors qu'ils la transportent à l'hôpital, elle révèle qu'elle est enceinte de son bébé, ce qui pousse Holliston à souhaiter sa mort avec désespoir. Et alors que la scène devient noire, le cri d’un nouveau-né se fait entendre.

## Fiche technique
- Titre : Embryo
- Titre original : Embryo
- Réalisation : Ralph Nelson
- Scénario : Anita Doohan, Jack W. Thomas
- Production : Anita Doohan, Michael S. Glick, Sandy Howard, Arnold H. Orgolini
- Musique : Gil Mellé
- Photographie : Fred Koenekamp
- Montage : John A. Martinelli
- Direction artistique : Joe Alves
- Costumes : Moss Mabry
- Pays d'origine : États-Unis
- Langue : anglais
- Genre : Science-fiction/Horreur
- Durée : 104 minutes
- Date de sortie : 
  - États-Unis : 21 mai 1976
- Interdit aux moins de 12 ans

## Distribution
- Rock Hudson (VF : Jean-Claude Michel) : Dr Paul Holliston
- Barbara Carrera (VF : Maïk Darah) : Victoria Spencer
- Diane Ladd (VF : Michèle Bardollet) : Martha Douglas
- Roddy McDowall (VF : Jean Roche) : Frank Riley
- Anne Schedeen (VF : Sophie Real) : Helen Holliston
- Jack Colvin (VF : Jean Roche) : Dr Jim Winston
- John Elnick (VF : Marc François) : Gordon Holliston
- Vincent Baggetta (VF : Claude Rollet) : Collier
- Dick Winslow (VF : Jean-Henri Chambois) : John Forbes
- Ken Washington (VF : Pascal Renwick) : Dr Brink
- Bob Reynolds (VF : Jacques Deschamps) : un docteur
- Joyce Spits (VF : Claude Chantal) : la dresseuse de chien
- Joyce Brothers (VF : Claude Chantal) : elle-même

## Distinctions
- Nomination au Saturn Award du meilleur film de science-fiction (1977)